# 克羅利奇島
克羅利奇島（俄語：Остров Кроличий）是俄羅斯的島嶼，由濱海邊疆區負責管轄，位於哈桑區東部，面積0,034km²，最高點海拔高度24,5米，島上無人居住。

## 外部連結
- （俄文）http://khasan-district.narod.ru/directory/geograf/krolichiy_o.htm （页面存档备份，存于）